# Théorie du conflit
La théorie du conflit postule que la société ou l'organisation fonctionne de manière antagoniste du fait que chaque participant et ses groupes d'individus luttent pour maximiser leurs avantages.[réf. nécessaire] Ceci contribue aux changements sociaux comme les évolutions politiques ou les révolutions. 

## Définitions

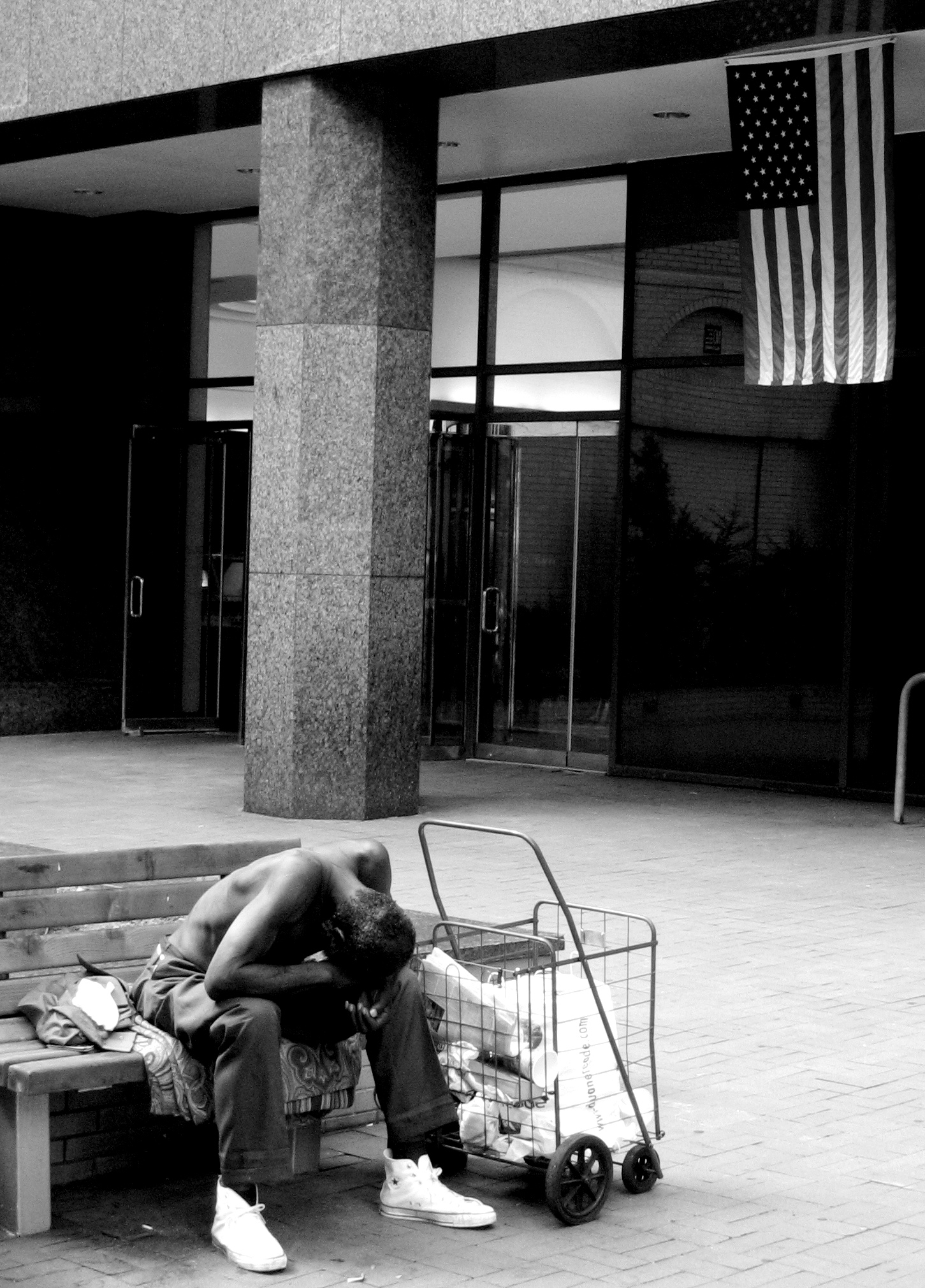
Un américain sans toit.

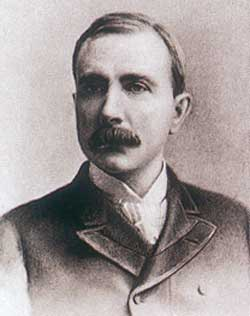
Un américain richissime : John D. Rockefeller

Cette théorie est la plupart du temps appliquée en vue d'expliquer le conflit entre les classes sociales, la lutte des classes du prolétariat contre la bourgeoisie ainsi que, pour les idéologies, capitalisme contre socialisme. La théorie essaie de réfuter le fonctionnalisme. En effet, il n'est pas question de considérer que les sociétés et les organismes fonctionnent de sorte que chaque individu et groupe joue un rôle spécifique, comme des organes dans le corps. 
Il y a des hypothèses de base radicale (la société est éternellement en conflit, ce qui pourrait expliquer le changement social), ou de base modérée (la coutume et le conflit sont toujours mélangés). La version modérée tient compte du fonctionnalisme puisqu'elle accepterait ce même jeu négatif d'institutions sociales par partie dans l'individu-Beibehaltung de la société.
L'essence de la théorie du conflit est mieux résumée par la structure de pyramide classique dans ce qu'une élite dicte des limites aux masses plus grandes. Toutes les positions, lois, et traditions principales dans la société sont conçues pour soutenir ceux qui ont traditionnellement été dans la puissance, ou les groupes qui sont perçus pour être supérieurs dans la société selon cette théorie. Ceci peut également être augmenté pour inclure la moralité de n'importe quelle société et par prolongation leur définition de déviance. Quelque chose qui défie la commande de l'élite sera probablement considéré déviant ou moralement répréhensible.
La théorie peut être appliquée à grande échelle, comme le gouvernement des États-Unis ou la Russie soviétique, historiquement, ou à petite échelle à l'instar d'un club d'organisation, d'une école ou d'une église. 
En résumé, la théorie de conflit cherche à cataloguer les manières dont ceux dans la recherche de puissance travaillent à rester dans la puissance. Dans la théorie de conflit d'arrangement, la classe sociale concurrente joue un rôle principal.

## Acceptions primaires
Il s'ensuit la catégorisation suivante quant aux manifestations de la théorie moderne du conflit[réf. nécessaire] :
1. Concurrence : la rareté des ressources (argent, nourriture, matières premières, loisirs, partenaires sexuels…) augmente les situations de concurrence.
2. Inégalité structurale : des inégalités dans la puissance et la récompense augmentent dans toutes les structures sociales[réf. nécessaire].
3. Révolution : ce brusque transfert du pouvoir résulte de conflits entre les différentes classes sociales.
4. Guerre : la guerre est une unificatrice pour une population.

La théorie de conflit a été élaborée notamment au Royaume-Uni par Max Gluckman et John Rex, aux États-Unis par Lewis A. Coser et Randall Collins, et en Allemagne par Ralf Dahrendorf, tous étant plus ou moins influencé par Karl Marx, Ludwig Gumplowicz, Vilfredo Pareto, Georg Simmel, et d'autres pères-fondateurs de la sociologie européenne.